# Сезон чудес (фильм, 1985)
«Сезон чудес» — советский художественный музыкальный фильм режиссёра Георгия Юнгвальд-Хилькевича по повести Сергея Абрамова «Потому что потому», снимавшийся в 1984 году. Премьера состоялась 26 августа 1985 года.

## Сюжет
Художник Вадим Тавров чувствует, что ему нужно сменить обстановку и найти новые источники вдохновения и успокоение от суеты городской жизни. Он уезжает на лоно природы, в посёлок, где отдыхают артисты цирка и члены их семей. Дом друга Вадима, где он остановился, оказывается населён сказочными существами и в нём происходят чудеса. Там не утихают музыка, танцы и веселье. Поначалу художник пытается уединиться, но нечистая сила проникает сквозь закрытые двери и окна. Вадиму остаётся только присоединиться к этому празднику. Раньше Вадим специализировался на натюрмортах, но теперь решил сменить специализацию. Среди артистов цирка художник находит очаровательную девушку Таю — лицо для его новой картины.
Фильм снят в клиповом формате.

## В ролях
- Арунас Сторпирштис — Вадим Тавров (озвучивание Александр Белявский)
- Лариса Шахворостова — Тая
- Борис Шувалов — Олег
- Денис Калашников — Константин
- Борис Моисеев — танцовщик (озвучил Игорь Ясулович)
- Лари Хитана — танцовщица-брюнетка (трио «Экспрессия», озвучила Инга Третьякова)
- Людмила Чеснулявичюте — танцовщица-блондинка (трио «Экспрессия»)
- Игорь Дмитриев — Игорь Борисович, гость-искусствовед
- Юрий Дубровин — гость в доме Вадима
- Олег Белов — гость в доме Вадима
- Валентина Ивашёва — мама Вадима
- Наталья Мартинсон — Таня, сестра Вадима
- Юрий Рудченко — Виктор Викторович, приятель Вадима
- Инна Ульянова — Ульянова, подруга матери Вадима
- Инга Третьякова — Ирочка
- Иван Агапов — Алексей

Музыкальные номера исполняют:
- Михаил Боярский
- Алла Пугачёва

## Съёмочная группа
- Режиссёр: Георгий Юнгвальд-Хилькевич
- Сценарист: Сергей Абрамов
- Оператор: Геннадий Карюк
- Композитор: Юрий Чернавский
- Автор текста песен: Леонид Дербенёв
- Художник: Игорь Брыль
- Балетмейстер: Борис Моисеев
- трио «Экспрессия»

## Песни в фильме
- «Спокойные рассветы, спокойные закаты» — исполняет Михаил Боярский
- «Что с нами будет...» — исполняет Михаил Боярский
- «Белая дверь» — исполняет Алла Пугачёва
- «Робинзон» — исполняет Алла Пугачёва
- «Трёхголовый дракон» — исполняет Михаил Боярский
- «Отражение в воде» — исполняет Алла Пугачёва